# Salignac (Alpes de Alta Provenza)
Salignac es una población y comuna francesa, situada en la región de Provenza-Alpes-Costa Azul, departamento de Alpes de Alta Provenza y en el distrito de Forcalquier.

## Demografía
| 143 | 127 | 169 | 225 | 310 | 399 |
| Para los censos de 1962 a 1999 la población legal corresponde a la población sin duplicidades (Fuente: INSEE [Consultar]) |     |     |     |     |     |